# Lift Me Up (песня Моби)
«Lift Me Up» (с англ. — «Подними меня») — песня американского электронного музыканта Моби. Она была выпущена в качестве первого сингла с его седьмого студийного альбома Hotel (2005) 28 февраля 2005 года. Он добился успеха во многих странах, включая Италию, Великобританию, Францию, Бельгию, Данию, Финляндию и Испанию, где вошёл в десятку лучших хитов.

## История
Моби утверждает, что написал песню в 2004 году после переизбрания президента Джорджа Буша, добавив, что песня отражает его намерение эмигрировать в Канаду в знак протеста. Моби заявил, что тема песни посвящена росту глобальной нетерпимости и фундаментализма. Слово Ama в припеве (lift me up, higher now, Ama), которое часто неправильно расслышивали и неверно истолковывали, должно было звучать как имя неопределенного божества. По словам Моби, он был основан на звуке ah, который обычно встречается в именах Бога на многих языках.
Изначально эта песня должна была быть спета с вокалистом The Sisters of Mercy Эндрю Элдричем и частично вдохновлена материалом этой группы.

## В культуре
В 2005 году песня была использована в качестве вступления для австралийского Nine’s Wide World of Sports в Италии, в рекламе Vodafone и на канале ITV Sport, для темы освещения Формулы-1 с 2006 по 2008 год. Песня была ремикширована с различными звуками, чтобы придать ей более быстрый темп. Она также прозвучала в гоночной игре Asphalt: Urban GT 2 для Nintendo DS, а также использовалась в серии ритм-игр Beatmania. Трек также послужил темой для экспедиции Discovery Quest на Борнео на канале Discovery в феврале 2007 года. Кроме того, песня прозвучала в третьем сезоне сериала «Доктор Кто».

## Трек-лист
| - CD single (CDMUTE340) 1. «Lift Me Up» (radio mix) — 3:08 2. «Mulholland» — 8:31 - CD single (LCDMUTE340) 1. «Lift Me Up» (Mylo Mix) — 6:44 2. «Lift Me Up» (Superdiscount Mix) — 6:51 3. «Lift Me Up» (Abe Duque Mix) — 7:10 4. «Lift Me Up» (album version) — 3:22 5. «Lift Me Up» (Superdiscount Mix radio edit) — 3:11 Contains bonus Digimpro remix software - 12-inch single (12MUTE340) 1. «Lift Me Up» (Mylo Mix) — 6:44 2. «Lift Me Up» (Superdiscount Mix) — 6:51 3. «Lift Me Up» (Abe Duque Dub) — 7:10 | - Digital single 1. «Lift Me Up» (radio mix) — 3:08 2. «Mulholland» — 8:31 3. «Lift Me Up» (Mylo Mix) — 6:44 4. «Lift Me Up» (Superdiscount Mix) — 6:51 5. «Lift Me Up» (Abe Duque Mix) — 7:10 6. «Lift Me Up» — 3:17 |

## Чарты
| Чарт(2005)                          | Высшая позиция |
| ----------------------------------- | -------------- |
| Австрия (Ö3 Austria Top 40)         | 12             |
| Бельгия/Фландрия (Ultratop 50)      | 8              |
| Бельгия/Валлония (Ultratop 50)      | 12             |
| Бельгия/Фландрия (Ultratop Dance)   | 1              |
| Czech Republic (IFPI)               | 24             |
| Дания (Tracklisten)                 | 8              |
| Europe (Eurochart Hot 100)          | 8              |
| Финляндия (Suomen virallinen lista) | 10             |
| Франция (SNEP)                      | 6              |
| Германия (GfK)                      | 12             |
| Greece (IFPI)                       | 4              |
| Венгрия (Rádiós Top 40)             | 32             |
| Венгрия (Single Top 40)             | 5              |
| Ирландия (IRMA)                     | 25             |
| Ireland Dance (IRMA)                | 4              |
| Италия (FIMI)                       | 2              |
| Нидерланды (Dutch Top 40)           | 32             |
| Нидерланды (Single Top 100)         | 23             |
| Новая Зеландия (Recorded Music NZ)  | 39             |
| Шотландия (OCC Scotland)            | 10             |
| Испания (PROMUSICAE)                | 3              |
| Швеция (Sverigetopplistan)          | 38             |
| Швейцария (Schweizer Hitparade)     | 24             |
| Великобритания (OCC UK Singles)     | 18             |
| Великобритания (OCC UK Dance)       | 6              |

| Чарт(2005)                       | Позиция |
| -------------------------------- | ------- |
| Belgium (Ultratop 50 Flanders)   | 39      |
| Belgium (Ultratop 50 Wallonia)   | 59      |
| Europe (Eurochart Hot 100)       | 42      |
| France (SNEP)                    | 35      |
| Germany (Official German Charts) | 60      |
| Italy (FIMI)                     | 21      |
| Romania (Romanian Top 100)       | 64      |
| Venezuela (Record Report)        | 29      |

## Сертификации
| Регион                                                       | Сертификация | Продажи  |
| ------------------------------------------------------------ | ------------ | -------- |
| Франция (SNEP)                                               | Золотой      | 200 000* |
| * Данные о продажах приведены только на основе сертификации. |              |          |